# Émir Bayğazin
Émir Bayğazin (en kazakh : Эмир Кенжеғазыұлы Байғазин ; en russe : Эмир Кенжегазиевич Байгазин ; souvent écrit Emir Bayghazin selon la transcription anglaise) est un cinéaste kazakh, né en 1984 dans le village de Tamdy, dans le district d'Alga.
Son premier long métrage, Leçons d'harmonie, est sorti en 2013.

## Filmographie
- 2006 : Day Watch - acteur
- 2013 : Leçons d'harmonie - réalisateur, scénariste et monteur
- 2016 : L'Ange blessé - réalisateur, scénariste et monteur
- 2018 : The River (Ozen)